# Kałusz (stacja kolejowa)
Kałusz (ukr. Калуш; ros. Калуш) – stacja kolejowa w miejscowości Kałusz, w rejonie kałuskim, w obwodzie iwanofrankiwskim, na Ukrainie.
Stacja powstała w czasach Austro-Węgier na linii Kolei Arcyksięcia Albrechta (później części Galicyjskiej Kolei Transwersalnej).